# بيشة خشكو (بهمئي غرمسيري الجنوبي)
بیشة خشکو (بالفارسية: بیشه خشکو) هي قرية تقع في إيران في قسم بهمئي غرمسیري الجنوبي الريفي. يقدر عدد سكانها بـ 34 نسمة .